# Alfred Bonnardot
Pour les articles homonymes, voir Bonnardot.
Alfred Bonnardot est un historien de Paris, bibliophile, essayiste et dessinateur, né à Paris le 16 février 1808, ville où il est mort chez lui dans le 16e arrondissement le 1er mai 1884.

## Biographie
Alfred Bonnardot est le fils de Christophe-Ferdinand Bonnardot, homme de loi, mort peu après sa naissance, en 1809, et de Marie-Pauline Lefebvre, mariés le 3 germinal an III (23 mars 1795).
Il a fait ses études au lycée Charlemagne et reçu le baccalauréat en 1827. Puis il a commencé à s'intéresser à la chimie en suivant les cours de Thénard et Gay-Lussac. Il est resté de ses études un livre : La restauration des vieilles estampes et les livres (1846, 1858 2e édition).
Après la mort de sa mère, le 25 avril 1829, il a choisi de faire des voyages en France et à l'étranger pendant près de 20 ans. La lecture de Notre-Dame de Paris de Victor Hugo l'a conduit à s'intéresser à la topographie des anciennes églises de Paris. 
Il a développé ses connaissances historiques sous la direction d'Antoine Gilbert (1784-1858), grand sonneur de Notre-Dame de Paris, et Jérôme Pichon (1812-1896), président de la Société des Bibliophiles français. Il a collaboré au Bulletin de l'Alliance des Arts de Paul Lacroix. En 1844, dans une lettre à Paul Lacroix, il l'informe qu'il a trouvé à Bruxelles, dans la bibliothèque des ducs de Bourgogne, une description de Paris en trente chapitres.
En 1853, il s'intéresse à l'aviation. Il a décrit cet intérêt subit et éphémère dans une facétie en forme de vaudeville : L'Homme oiseau ou la manie du vol.
Son nom est aussi associé à sa collection personnelle d'œuvres d'art, dont Le cimetière et l’église des Saints-Innocents (vers 1570), attributé au peintre flamand Jacob Grimmer, se trouvant aujourd'hui au musée Carnavalet. Sa collection de livres a été vendue en 1886 et sa collection d'estampes (près 3 000 estampes), dessins et tableaux (près de 150 tableaux), les 15, 16 et 18 mars 1888.
Il meurt le 1er mai 1884 à Paris et est inhumé au cimetière du Père-Lachaise.
Il est le père d'Hippolyte Bonnardot (Paris, 1833 - Paris, mars 1911).

## Principaux ouvrages
- Perruque et noblesse, fatalité en trois parties, 1837 (lire en ligne)
- Le mirouer du bibliophile parisien, où se voyent au vray le naturel, les ruses et les joyeulz esbattements des fureteurs de vieilz livres, 1848 (lire en ligne)
- Essai sur la restauration des anciennes estampes et des livres rares ou Traité sur les meilleurs procédés à suivre pour réparer, détacher, décolorier et conserver les gravures, dessins et livres, ouvrage spécialement utile aux artistes, aux collectionneurs, 1846 (lire en ligne)
- Essai sur l'art de restaurer les estampes et les livres, ou Traité sur les meilleurs procédés pour blanchir, détacher, décolorier, réparer et conserver les livres, estampes et dessins, par A. Bonnardot. Seconde édition refondue et augmentée suivie d'un exposé des divers systèmes de reproduction des anciennes estampes et des livres rares, 1858 (lire en ligne)
- Histoire artistique et archéologique de la gravure en France, 1849
- Lettre au Bibliophile Jacob, rédacteur du Bulletin des arts, sur le Cabinet des estampes et l'excellente administration de M. Duchesne aîné, 1848 (lire en ligne)
- Études sur Gilles Corrozet et sur deux anciens ouvrages relatifs à l'histoire de la ville de Paris : 1°Recherches sur les éditions des "Antiquitez de Paris", de Gilles Corrozet ; 2°Notice sur un manuscrit de l'an 1434, qui contient de curieux détails concernant la ville de Paris ; 3°Réimpression annotée d'un opuscule gothique imprimé et sans date, intitulé : "Des Rues et églises de Paris", 1848 (lire en ligne)
- Gilles Corrozet et Germain Brice : études bibliographiques sur ces deux historiens de Paris, 1880 (lire en ligne)
- La châsse de saint Cormoran : esquisse de mœurs populaires au XVIe siècle, 1848 (lire en ligne)
- Études archéologiques sur les anciens plans de Paris des XVIe, XVIIe et XVIIIe siècles, 1851 (lire en ligne)
- Dissertations archéologiques sur les anciennes enceintes de Paris, suivies de recherches sur les portes fortifiées qui dépendaient de ces enceintes, ouvrage formant le complément de celui intitulé : "Études archéologiques sur les anciens plans de Paris", 1852 (lire en ligne)
- Rues et églises de Paris vers 1500, 1876
- Une fête à La Bastille en 1508, 1876
- Supplice du maréchal de Biron à La Bastille en 1602, 1876
- Appendice aux "Études archéologiques sur les anciens plans de Paris" et aux "Dissertations sur les enceintes de Paris", 1877
- Plan de Paris sous Louis XIII. Le Plan de la ville, cité, université et fauxbourgs de Paris avec la description de son antiquité et singularités par Mathieu Mérian, 1615 (lire en ligne)
- Le vieux Paris. Plan topographique de la montagne Ste-Geneviève à Paris du XVIe au XIXe siècle avec texte explicatif. P. L. S. J. (le Père Lauras), d'après Verniquet, Gomboust, Delagrive, Jaillot, Bonnardot, 1874 (lire en ligne)
- Catalogue des livres, dessins et estampes composant le cabinet de feu M. A.-P.-M., précédé d'une notice biographique par M. Dusevel, suivi d'appréciations sur la collection iconographique par M. Bonnardot, 1858
- Iconographie du vieux Paris, 1856-1861 (lire en ligne)
- Monastère de Saint-Jean de Latran à Paris. Deux arcades gothiques (dessin), 1824 (voir)
- Collège des Grassins : Ruines de la chapelle (estampe), 1839 (voir)
- Joseph le rigoriste, facétie philosophique, 1848
- L'Homme-Oiseau, ou la Manie du vol, facétie en forme de vaudeville, 1852

## Hommage
Son nom a été gravé sur le mur du musée Carnavalet donnant sur la rue des Francs-Bourgeois.